# Chanos
Chanos is het enige moderne vissengeslacht binnen de familie Bandengen (Chanidae).

## Soort
- Chanos chanos (Forsskål, 1775) – Bandeng